# Dieter Seidenkranz
Dieter Seidenkranz (* 22. Juli  1966 im Sauerland; † 6. August 2006 in Gambach, Oberbayern) war ein deutscher Kraftsportler und Schauspieler.
Als er ein Jahr alt war, zogen seine Eltern nach Reichertshausen. Mit sechs Jahren erhielt Dieter Seidenkranz Judo-Unterricht und im Alter von 21 begann er mit Kraftsporttraining.
Am 23. Juli 2005 errang er in Rosenheim mit dem Gewinn des Strongman-Wettbewerbs den Titel „Stärkster Mann Deutschlands“. Typische Aufgaben von Strongman-Wettbewerben sind LKW-Ziehen, 125- oder 160-kg-Steinkugeln hochheben, Baumstammwerfen etc. Die Strongman-Wettbewerbe sind inspiriert von den Highland Games in Schottland, bei denen es ebenfalls viele Kraftwettbewerbe gibt. Zusammen mit Andi Hofmann bildete er ein Trainings- und Showteam.
Dieter Seidenkranz nutzte seine Popularität für eine Karriere im Fernsehen. Er nahm Schauspielunterricht und trat unter anderem auf in Hausmeister Krause, Der Clown, Alarm für Cobra 11, Siska und der RTL-Action-Show Kimme & Dresche (Hauptrolle). Regelmäßig war er in der BR-Comedyserie Kanal fatal an der Seite von Veronika von Quast zu sehen. Für die ZDF-Serie Versteckte Kamera schrieb Seidenkranz eine Szene, in der er zusammen mit seinem Trainingspartner Andreas Hofmann Veronika von Quast und Heiner Lauterbach „hereinlegte“.
Zudem arbeitete er hauptberuflich als LKW-Verkäufer bei der Firma Peter Praunsmändtl GmbH und Co.KG in Ingolstadt.
Dieter Seidenkranz erlitt kurz nach einer Ferienpass-Vorführung für Kinder den Sekundentod. Er hinterließ seine Frau und zwei Töchter.